# Róbert Döme
Róbert Döme, född 29 januari 1979, är en slovakisk före detta ishockeyforward. Han spelade i en rad olika klubbar, bland annat i NHL, men representerade säsongen 2006/2007 Modo Hockey där han även vann SM-guld.
Valdes av MODOTIFO Support till spelaren med mest hjärta för publiken och fick mottaga pris vid torget dagen efter SM-guldet bärgades.
Den 1 augusti 2007 bestämde Döme tillsammans med MODO att bryta kontraktet för spel i HC Slovan Bratislava i Slovakien. Han lade av 2010 och jobbar numera som huvudtränare för LIU hockey på Skärgårdsgymnasiet i Åkersberga.

## Klubbar
- Dukla Trencin
- Pittsburgh Penguins
- Calgary Flames
- Utah Grizzley
- Las Vegas Thunder
- Syracuse Crunch
- Houston Aeros
- Saint John Flames
- Lowell Lock Monsters
- Long Beach Ice Dogs
- Wilkees Barry/Scranton Penguins
- Dukla Trencin
- HC Trinec
- HC Kladno
- Södertälje SK
- Nürnberg Ice Tigers
- Modo Hockey
- HC Slovan Bratislava
- HC Dukla Senica